# Мерклово
Мерклово — деревня в городском округе Шаховская Московской области.

## Население
| 1859 | 1926 | 2002 | 2006 | 2010 |
| ---- | ---- | ---- | ---- | ---- |
| 448  | ↗538 | ↘43  | →43  | ↘36  |

## География
Деревня расположена в южной части округа, примерно в 16 км к югу от райцентра Шаховская,  на малой речке Глинке, притоке речки Жаровни (бассейн Рузы), высота центра над уровнем моря 224 м. Ближайшие населённые пункты — Куркино на юго-западе и Середа на востоке, через деревню проходит региональная автодорога 46К-9200, по которой идет несколько маршрутов автобусов, следующих до Шаховской.

## Исторические сведения
Впервые упоминается в писцовой книге Волоколамского района 1626 года как присёлок села Середа.
В 1769 году Мерклова — деревня Хованского стана Волоколамского уезда Московской губернии, владение Коллегии экономии (ранее — Новоиерусалимского монастыря). В деревне 16 дворов и 67 душ.
В середине XIX века деревня Мерклово относилась к 1-му стану Волоколамского уезда и принадлежала Департаменту государственных имуществ. В деревне было 37 дворов, 183 души мужского пола и 198 душ женского.
В «Списке населённых мест» 1862 года — казённая деревня 1-го стана Волоколамского уезда Московской губернии по правую сторону Московского тракта, шедшего от границы Зубцовского уезда на город Волоколамск, в 36 верстах от уездного города, при речке Жаровне, с 58 дворами и 448 жителями (199 мужчин, 249 женщин).
По данным на 1890 год входила в состав Серединской волости, число душ мужского пола составляло 185 человек.
В 1913 году в деревне 85 дворов.
По материалам Всесоюзной переписи населения 1926 года — центр Меркловского сельсовета, проживало 538 человек (236 мужчин, 302 женщины), велось 106 хозяйств (104 крестьянских).
С 1929 года — населённый пункт в составе Шаховского района Московской области.
1994—2006 гг. — деревня Серединского сельского округа Шаховского района.
2006—2015 гг. — деревня сельского поселения Серединское Шаховского района.
2015 г. — н. в. — деревня городского округа Шаховская Московской области.